# Функция потерь
Функция потерь — функция, которая в теории статистических решений характеризует потери при неправильном принятии решений на основе наблюдаемых данных. Если решается задача оценки параметра сигнала на фоне помех, то функция потерь является мерой расхождения между истинным значением оцениваемого параметра и оценкой параметра.

## Определение
Статистические оценки могут быть неслучайными (нерандомизированными) и случайными (рандомизированными). Нерандомизированные оценки возможны только в том случае, если между полученными данными (реализацией) и принимаемым решением существует детерминированная зависимость, то есть неслучайная. Тем не менее, наблюдаемые данные обычно случайны. При этом на основе принятой реализации задаётся вероятность того или иного решения. Выбор принятия решения может тоже быть случайным, но часто такой рандомизации удаётся избежать.
Из-за случайности наблюдаемых данных принятое решение (оценка) {\displaystyle \gamma } может не совпадать с истинным значением оцениваемого параметра {\displaystyle l}, который в общем случае может быть векторным. Очевидно, что ошибки зависят от выбранного правила принятия решений. Качество принимаемых оценок характеризуется функцией потерь {\displaystyle C(\gamma ,l)}, которую выбирают так, чтобы {\displaystyle C(\gamma ,l)\geqslant 0}, где нулевым значениям соответствуют правильные решения.

## Виды функций потерь
На выбор функции потерь влияют особенности решаемой задачи. Общего правила выбора функции потерь не существует. Чаще всего используются следующие функции потерь:
- простая (англ. simple)
- квадратичная
- прямоугольная
- экспоненциальная (функция потерь с насыщением)